# Lacinipolia papka
Lacinipolia papka là một loài bướm đêm trong họ Noctuidae.